# Gare de Romanel-sur-Lausanne
La gare de Romanel-sur-Lausanne, dite aussi gare de Romanel, est une gare ferroviaire du chemin de fer Lausanne-Échallens-Bercher. Elle se situe sur le territoire de la commune de Romanel-sur-Lausanne, dans le canton de Vaud, en Suisse. 

## Situation ferroviaire
Établie à 591 m d'altitude, la gare de Romanel est un point de croisement sur la ligne Lausanne – Bercher (101), cette dernière étant à voie unique. Elle est située au point kilométrique 4,87 de la ligne. Elle se situe entre la halte Le Lussex et la halte de Vernand-Camarès.

## Histoire
Construite et mise en service en 1873, la gare de Romanel se nomme d'abord Romanel − La Naz avant de porter son nom actuel Romanel-sur-Lausanne. Comme pour la gare d'Assens ainsi que la gare de Sugnens quelques années plus tard, l'emplacement de la gare est choisi à l'ouest du village pour éviter d'avoir à passer au centre.
En 1911, le bâtiment d'origine est remplacé par un édifice en maçonnerie typique des gares du LEB. En effet, il s'agit du premier des bâtiments au même style architectural que ceux de Cheseaux, Étagnières, Assens et Échallens dont seuls subsistent aujourd'hui ceux d'Étagnières et Assens.
Puis, la gare de Romanel ne subira pas de grandes modifications durant la plus grade partie du XXe siècle. Ce n'est qu'en 1986 qu'un abri métallique vient compléter le bâtiment de la gare. Un deuxième quai est construit pour éviter d'avoir à traverser les voies. L'ancien bâtiment de 1911 sera d'ailleurs démoli en 1988. L'abri métallique est d'abord aux mêmes couleurs que celui de la halte de Bel-Air avant d'être repeint aux mêmes couleurs que les gares et haltes de Jouxtens-Mézery, Le Lussex, Les Ripes, Grésaley et Sugnens.
La gare subit d'importants travaux dès le 18 juillet 2011. Cela implique que la circulation ferroviaire soit interrompue entre les stations de Bel-Air et Montétan. Ces travaux s'inscrivent dans le cadre d'amélioration du tronçon entre Lausanne-Flon et Cheseaux. Les voies ainsi que la ligne de contact sont changées. Le tracé de la voie, légèrement modifié permet désormais de franchir les virages d'accès à la gare avec une vitesse de 60 km/h au lieu de 25 km/h comme alors. Des ouvrages de génie civil sont entrepris et de nouveaux abris sont construits. La partie génie électrique est assurée par la société Mauerhofer & Zuber SA et la partie génie civil des travaux par la société Laurent Membrez SA pour la voie et la société Frutiger SA pour les bâtiments.
En 2013, la gare compte une moyenne de 1 572 passagers par jour, soit 7,45 % des mouvements journaliers de la ligne.

Ancienne gare
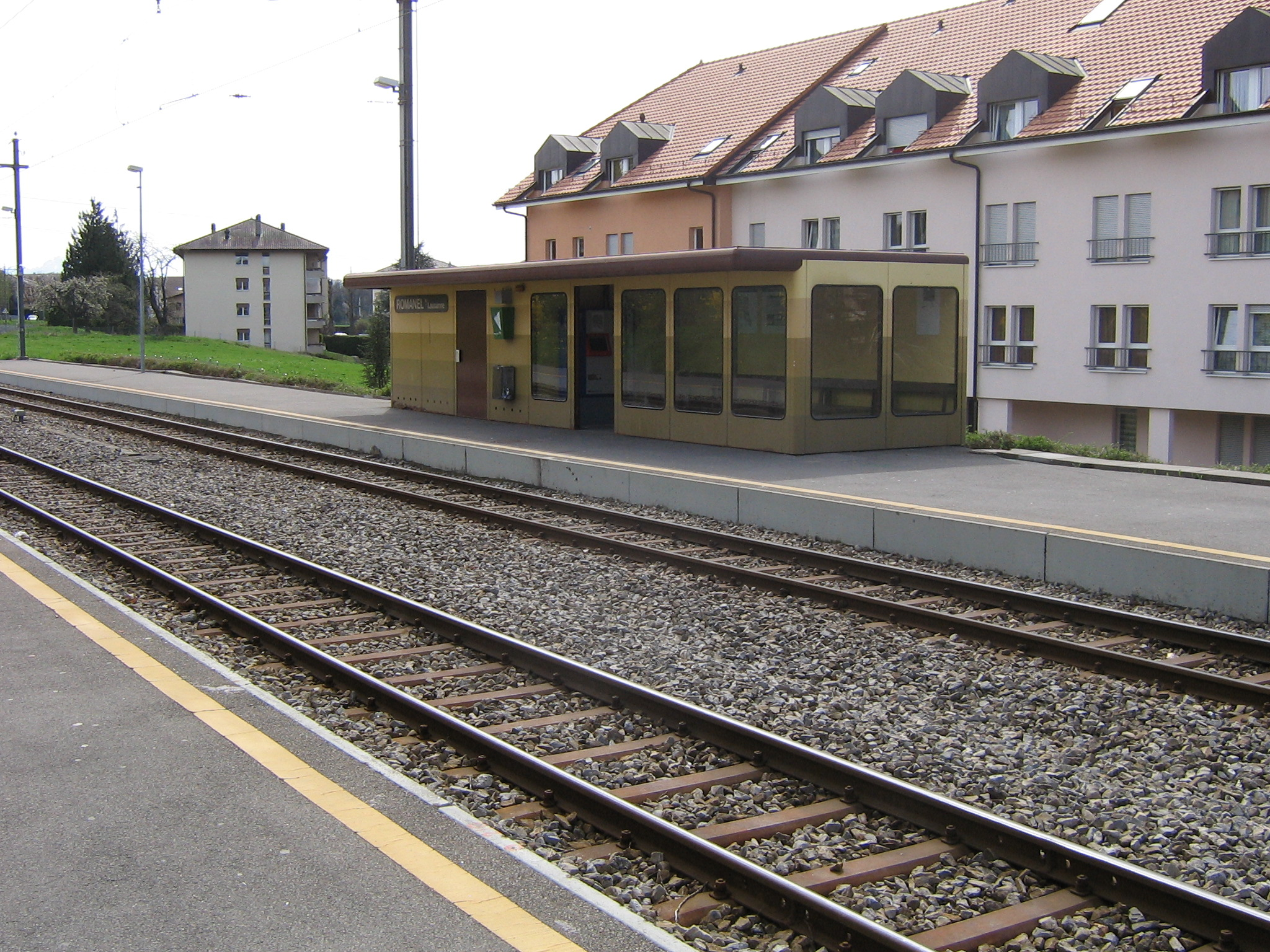
L'ancien bâtiment.
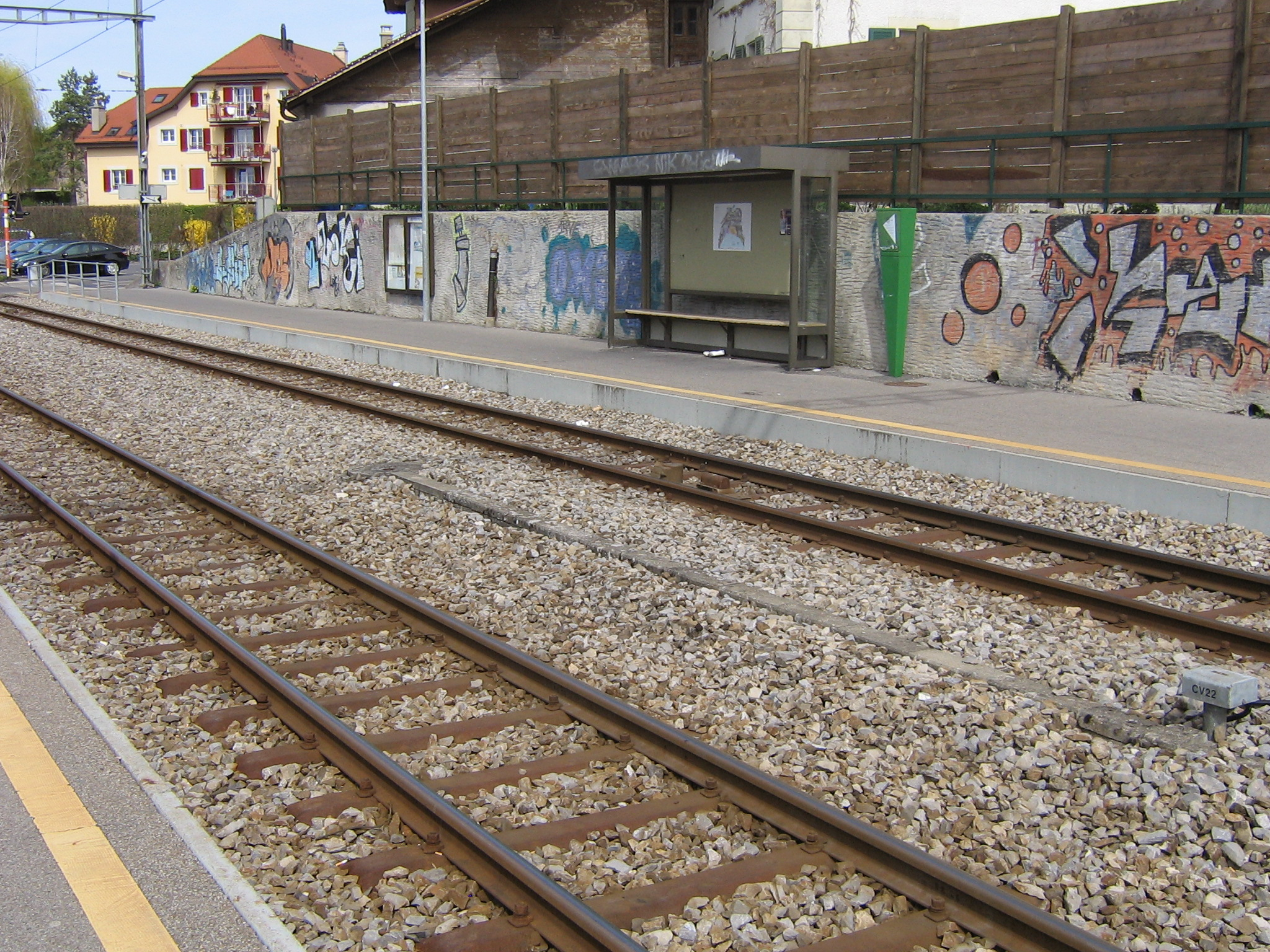
L'ancienne aubette.
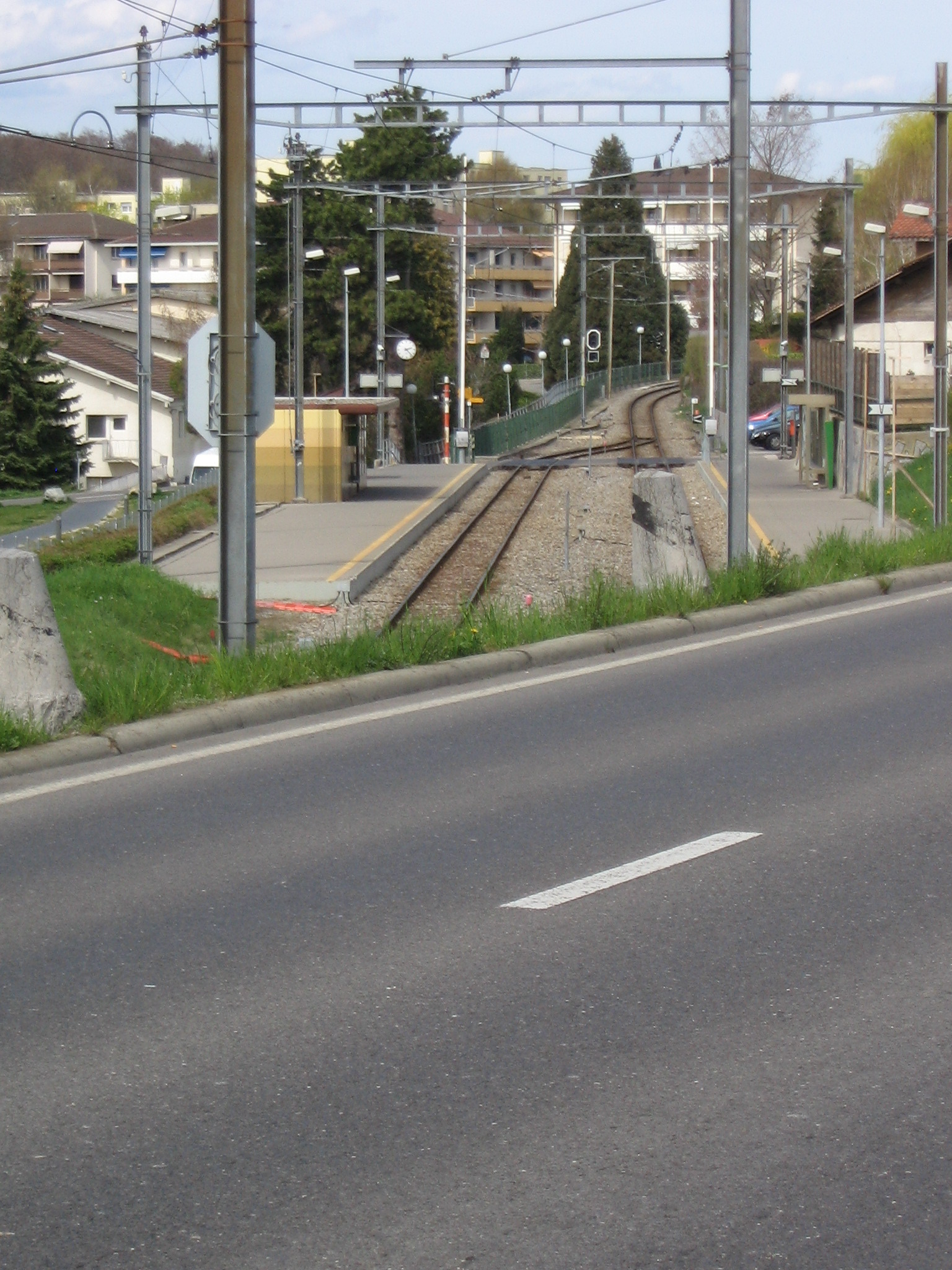
L'ancienne gare.

## Service des voyageurs

### Accueil
Elle dispose d'une salle d'attente abritée ainsi que deux distributeurs de billets CFF, un oblitérateur pour les cartes multicourses et un interphone d'urgence sont présents sur le quai direction Lausanne. Sur le quai direction Échallens est présent une aubette ainsi qu'un autre oblitérateur et un interphone d'urgence. La gare est protégée par vidéosurveillance. On trouve aussi une caissette à journaux.

### Desserte
La gare de Romanel est desservie par des trains régionaux et directs à destination de Bercher, d'Échallens et de Lausanne-Flon. 

Installations
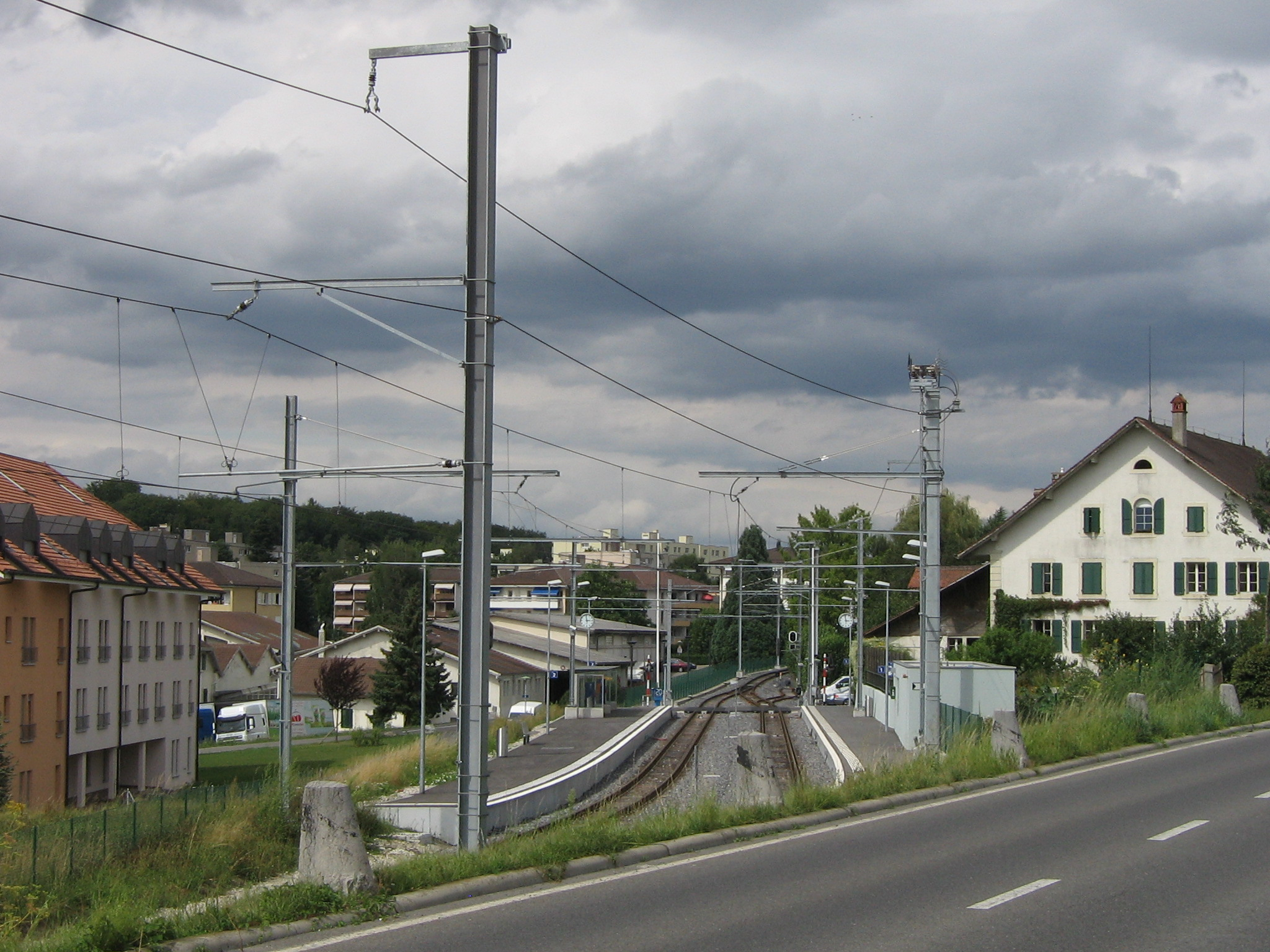
La gare.
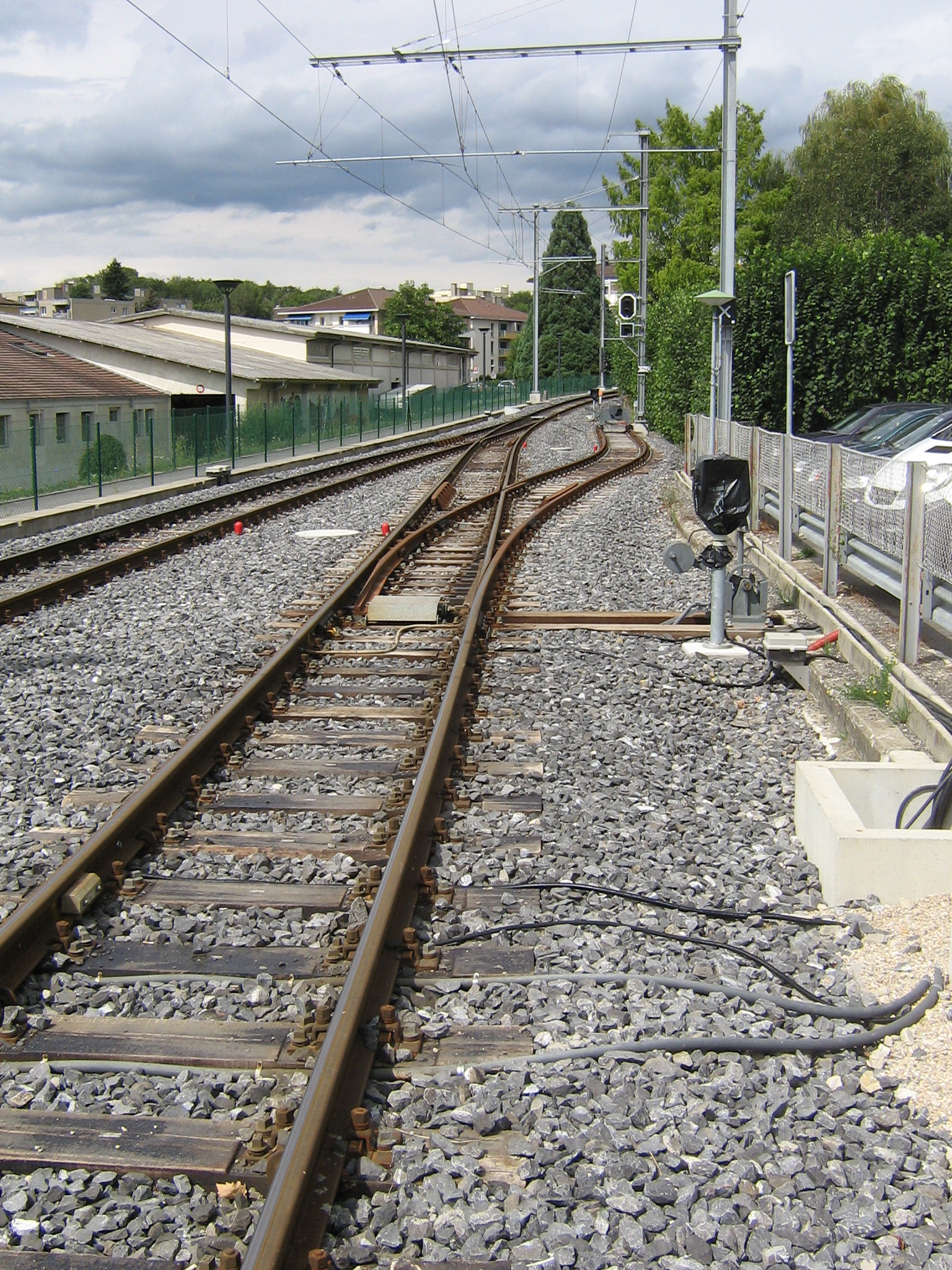
Direction d'Échallens.
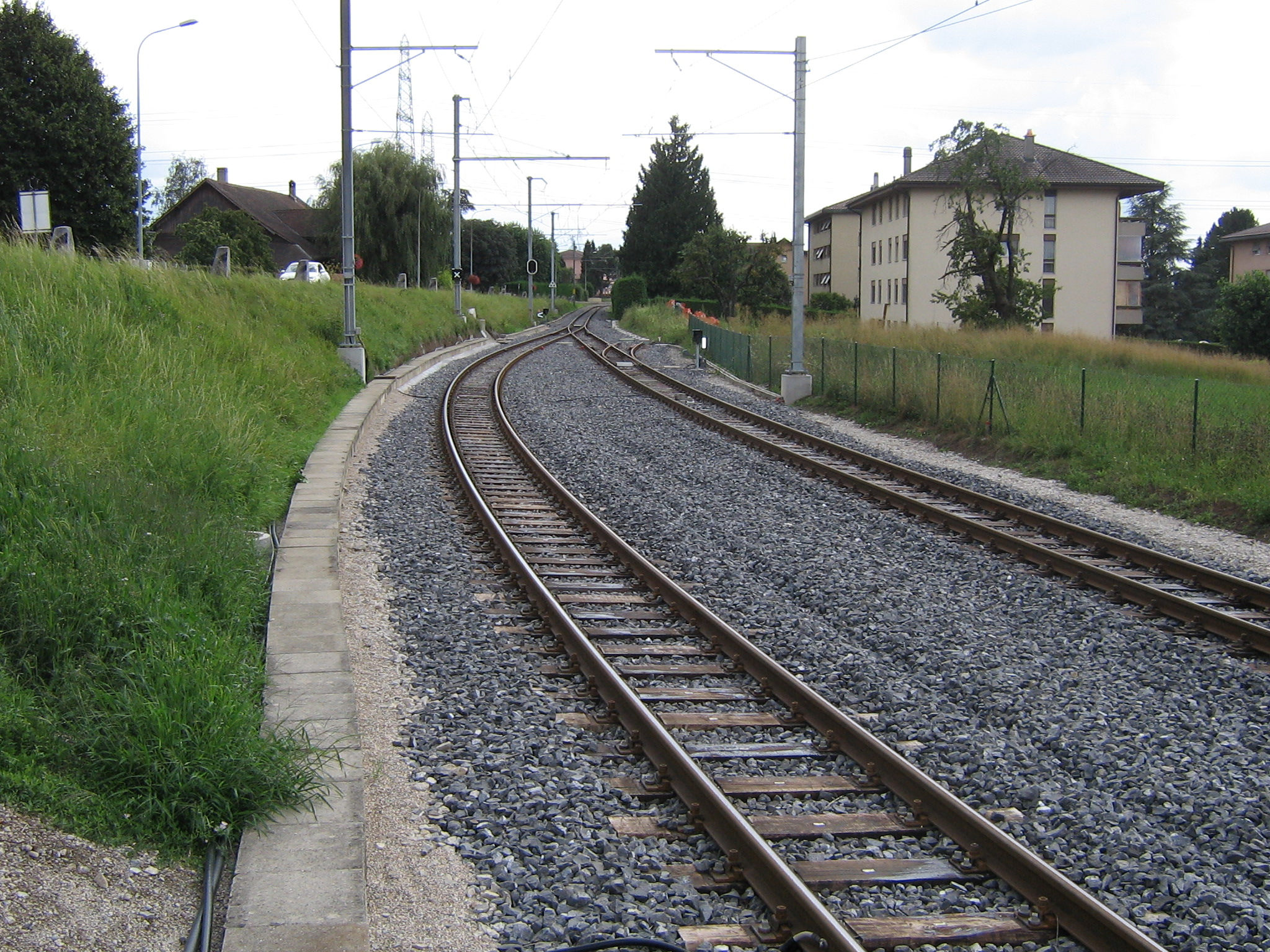
Direction de Lausanne.